# アジポニトリル
アジポニトリル (adiponitrile) は有機化合物の一種で、ジニトリルである。可燃性で有毒ガスを放出する恐れがあることから、国連危険物分類の分類6「毒物類」に指定されている。また、日本の毒物及び劇物取締法の関連法令である毒物及び劇物指定令の第2条 第32号では「有機シアン化合物」の一種として劇物指定されている。日本の消防法に定める第4類危険物（引火性液体）の第3石油類に該当する。
アジポアミドを五酸化バナジウムなどを触媒として脱水することで得られる。
H
2NCO(CH
2)
4CONH
2  →  NC(CH
2)
4CN + 2 H
2O
アジポニトリルにニッケルなどを触媒として水素を付加することでヘキサメチレンジアミンが得られる。
NC(CH
2)
4CN + 4H
2  →  H
2N(CH
2)
6NH
2
アジポニトリルの加水分解により、アジピン酸が得られる。
6,6-ナイロンの合成中間体として重要な化合物である。